# Aïn Kermes
Aïn Kermes (em árabe: عين كرمس) é uma comuna localizada na província de Tiaret, Argélia. Sua população estimada em 2008 era de 17 541 habitantes.